# Élections municipales de 2008 à Clermont-Ferrand
Pour un article plus général, voir Élections municipales françaises de 2008.
Une élection municipale a eu lieu les 9 et 16 mars 2008 à Clermont-Ferrand.

## Mode de scrutin
Le mode de scrutin à Clermont-Ferrand est celui des villes de plus de 1 000 habitants : la liste arrivée en tête obtient la moitié des 55 sièges du conseil municipal. Le reste est réparti à la proportionnelle entre toutes les listes ayant obtenu au moins 5 % des suffrages exprimés. Un deuxième tour est organisé si aucune liste n'atteint la majorité absolue et au moins 25 % des inscrits au premier tour. Seules les listes ayant obtenu aux moins 10 % des suffrages exprimés peuvent s'y présenter. Les listes ayant obtenu au moins 5 % des suffrages exprimés peuvent fusionner avec une liste présente au second tour.

### Contexte électoral
Clermont-Ferrand est un bastion de la gauche dans lequel la droite n'a jamais gagné depuis la Libération. En 1995, la candidature de Valéry Giscard-d'Estaing a permis à la droite d'espérer d'emporter la citadelle clermontoise mais le président de la région Auvergne a perdu avec 794 voix de retard.
Le ministre de l'intérieur et de l'immigration Brice Hortefeux était pressenti pour conduire une liste mais il a décliné.
Le maire sortant socialiste Serge Godard est candidat à sa propre succession.

## Candidats

### Alain Laffont - Liste d'Extrême Gauche
Alain Laffont, candidat de la LCR, qui avait fusionné sa liste avec celle de Serge Godard en 2001 sera candidat seul avec le soutien également d'Alter Ekolo. Il est en 2008 candidat seul aux deux tours de l'élection municipale.

### Serge Godard- Liste d'Union de la Gauche
Serge Godard, maire sortant PS de Clermont-Ferrand est candidat à sa succession avec une liste renouvelée de plus de moitié. Voici la répartition des partis politiques :
- PS : 27 candidats
- SE-DVG : 9 candidats
- PCF : 6 candidats
- LV : 6 candidats
- MRC : 3 candidats
- PRG : 2 candidats
- LO : 2 candidats

### Michel Fanget- Liste Centre Modem
Michel Fanget, conseiller municipal sortant, se présente à nouveau à la mairie Clermont-Ferrand. Lui qui avait été en 2001 candidat UDF dissident et qui avait par conséquent mené une liste DVD avait fusionné au second tour sa liste avec celle de Paule Oudot qui menait une liste UDF-RPR-DL.
Il est cette fois candidat seul avec sa liste du MODEM. Il cherche à rassembler la gauche et la droite,.

### Anne Courtillé- Liste Majorité Présidentielle
Anne Courtillé, âgée de 63 ans, aura la tâche de mener la liste de la Majorité présidentielle aux élections municipales. Elle a bien sûr le soutien de son parti l'UMP, mais aussi du MPF et d'autres partis de droite comme le Nouveau Centre ou encore le Parti radical.

## Résultats
| Tête de liste            | Tête de liste            | Liste                          | Premier tour | Premier tour | Second tour | Second tour | Sièges |
| Tête de liste            | Tête de liste            | Liste                          | Voix         | %            | Voix        | %           | Sièges |
| ------------------------ | ------------------------ | ------------------------------ | ------------ | ------------ | ----------- | ----------- | ------ |
|                          | Serge Godard             | PS-PCF-LV-MRC-PRG-LO           | 19 464       | 49,45        | 18 960      | 51,69       | 42     |
|                          | Anne Courtillé           | UMP-MPF-NC-PRV                 | 8 176        | 20,77        | 8 195       | 22,34       | 6      |
|                          | Alain Laffont            | LCR-Alter Ekolo                | 5 437        | 13,81        | 5 627       | 15,34       | 4      |
|                          | Michel Fanget            | MDM-Centre droit-Centre gauche | 6 287        | 15,97        | 3 899       | 10,63       | 3      |
| Votes valides            | Votes valides            | Votes valides                  | 2 980        | 97,51        | 3 251       | 98,87       |        |
| Votes blancs et nuls     | Votes blancs et nuls     | Votes blancs et nuls           | 1309         | 3,22         | 1250        | 3,30        |        |
| Total                    | Total                    | Total                          | 40 673       | 100          | 37 931      | 100         | 55     |
| Abstention               | Abstention               | Abstention                     | 33 066       | 44,84        | 35 808      | 48,56       |        |
| Inscrits / participation | Inscrits / participation | Inscrits / participation       | 73 739       | 55,16        | 73 739      | 51,44       |        |

## Composition du conseil municipal
| Liste           | Rang | Élus                          | Parti politique | Parti politique   |
| --------------- | ---- | ----------------------------- | --------------- | ----------------- |
| Liste Fanget    | 01   | Michel Fanget                 |                 | MODEM             |
| Liste Fanget    | 02   | Christine Perret              |                 | MODEM             |
| Liste Fanget    | 03   | Bernard Frey                  |                 | MODEM             |
| Liste Courtillé | 01   | Anne Courtillé                |                 | UMP               |
| Liste Courtillé | 02   | Thierry Orliaguet             |                 | UMP               |
| Liste Courtillé | 03   | Claudine Lafaye               |                 | DVD               |
| Liste Courtillé | 04   | Jean-Pierre Brenas            |                 | UMP               |
| Liste Courtillé | 05   | Nicole Barbin                 |                 | PRV               |
| Liste Courtillé | 06   | Didier Muller                 |                 | SE                |
| Liste Godard    | 01   | Serge Godard                  |                 | PS                |
| Liste Godard    | 02   | Odile Saugues                 |                 | PS                |
| Liste Godard    | 03   | Alain Martinet                |                 | PS                |
| Liste Godard    | 04   | Christine Dulac-Rougerie      |                 | SE                |
| Liste Godard    | 05   | Grégory Bernard               |                 | PS                |
| Liste Godard    | 06   | Corinne Najim                 |                 | PCF               |
| Liste Godard    | 07   | Dominique Adenot              |                 | PS                |
| Liste Godard    | 08   | Danielle Auroi                |                 | LV                |
| Liste Godard    | 09   | Philippe Gorce                |                 | MRC               |
| Liste Godard    | 10   | Sandrine Bergerot-Raynal      |                 | PS                |
| Liste Godard    | 11   | Cyril Cineux                  |                 | PCF               |
| Liste Godard    | 12   | Françoise Nouhen              |                 | PS                |
| Liste Godard    | 13   | Pascal Genet                  |                 | PRG               |
| Liste Godard    | 14   | Manuela Ferreira De Sousa     |                 | SE                |
| Liste Godard    | 15   | Djamel Ibrahim-Ouali          |                 | PS                |
| Liste Godard    | 16   | Odile Vignal                  |                 | LV                |
| Liste Godard    | 17   | Jacques Lanoir                |                 | PCF               |
| Liste Godard    | 18   | Monique Bonnet                |                 | MRC               |
| Liste Godard    | 19   | Alain Bardot                  |                 | PS                |
| Liste Godard    | 20   | Cécile Audet                  |                 | PS                |
| Liste Godard    | 21   | Bernard Dantal                |                 | PCF               |
| Liste Godard    | 22   | Jacqueline Chapon             |                 | SE                |
| Liste Godard    | 23   | Olivier Bianchi               |                 | PS                |
| Liste Godard    | 24   | Havva Isik                    |                 | SE                |
| Liste Godard    | 25   | Louis Virgoulay               |                 | DVG               |
| Liste Godard    | 26   | Martine Rembert               |                 | LV                |
| Liste Godard    | 27   | Roger Girard                  |                 | LV                |
| Liste Godard    | 28   | Marie Savre                   |                 | LO                |
| Liste Godard    | 29   | Simon Pourret                 |                 | PS                |
| Liste Godard    | 30   | Isabelle Lavest               |                 | PRG               |
| Liste Godard    | 31   | Philippe Bohelay              |                 | PS                |
| Liste Godard    | 32   | Patricia Aucouturier          |                 | PCF               |
| Liste Godard    | 33   | René Mayot                    |                 | SE                |
| Liste Godard    | 34   | Danièle Guillaume             |                 | SE                |
| Liste Godard    | 35   | Bruno Slama                   |                 | PCF               |
| Liste Godard    | 36   | Carole Courtial               |                 | PS                |
| Liste Godard    | 37   | Christophe Bertucat           |                 | PS                |
| Liste Godard    | 38   | Chantal Mercier-Courty        |                 | SE                |
| Liste Godard    | 39   | Yves Reverseau                |                 | LV                |
| Liste Godard    | 40   | Pascaline Bidoung             |                 | PS                |
| Liste Godard    | 41   | Jérôme Godard                 |                 | SE                |
| Liste Godard    | 42   | Claudine Tecer-Khatchadourian |                 | PS                |
| Liste Laffont   | 1    | Alain Laffont                 |                 | LCR               |
| Liste Laffont   | 2    | Fatima Chennouf-Terrasse      |                 | LCR               |
| Liste Laffont   | 3    | Jean-Michel Duclos            |                 | Alter Ekolo (EXG) |
| Liste Laffont   | 4    | Sandrine Clavières            |                 | LCR               |